# عالیه صبور
عالیه صبور (آلیه سابور) (به انگلیسی: Alia Sabur)‏، (زادهٔ ۲۲ فوریهٔ ۱۹۸۹ در نیویورک دانشمند علوم مواد آمریکایی، در سال ۲۰۰۸ م جوان‌ترین استاد دانشگاه در جهان بود.

## زندگی
مادر وی ژولین صبور است که تا سال ۱۹۹۵ به‌عنوان خبرنگار کار می‌کرد. در سال ۱۹۸۰ با محمد صبور که پاکستانی‌الاصل است، ازدواج کرد. عالیه در ۲۲ فوریهٔ ۱۹۸۹ به‌دنیا آمد. نبوغ عالیه از دوران کودکی آشکار شد. او، هم‌زمان با به پایان رساندن سال چهارم دبستان، دیپلم دبیرستان خود را نیز دریافت کرد و در ۱۰سالگی به دانشگاه استونی بروک نیویورک راه یافت. او توانست در ۱۴سالگی با بالاترین نمره سوماً کوم لائوده در رشتهٔ ریاضیات کاربردی فارغ‌التحصیل و وارد دانشگاه درکسل شود. عالیه توانست در این دانشگاه فوق لیسانس خود را در رشتهٔ متالورژی بگیرد و جایگاهی موقت در دانشگاه کونکاک کرهٔ جنوبی به‌دست آورَد. قرارداد او با آن دانشگاه یک‌ساله بود که او بدون تمدید آن به خانه‌اش برگشت.
نام او در تاریخ ۱۹ فوریهٔ ۲۰۰۸ در فهرست رکوردهای جهانی گینس به عنوان جوان‌ترین  استاد دانشگاه در جهان ثبت شد و رکورد کولین مک‌لورن (رکورددار پیشین) را شکست.
از مدت‌ها پیش شایعه‌ای مبنی بر ایرانی‌الاصل بودن وی در رسانه‌های مختلف پخش شده است. اما وی تأکید دارد که ریشهٔ ایرانی ندارد. او در عین حال ملیت پدر و مادر خود را مسئله‌ای شخصی خوانده که دلیلی به بیان آن نمی‌بیند. و او خود را دانشمندی متعلق به همهٔ جهان می‌داند.
او در رابطه با ملیت خود چنین اعلام کرده است: ملیت پدر و مادر من امری شخصی است و نیازی به نشان دادن آنها نمی‌بینم. من متولد شهر نیویورک هستم و خود را نیز دانشمندی متعلق به تمام جهان می‌دانم.